# Carl Jacob Ask
Carl Jacob Ask, född 16 september 1825 i Skarhults socken, Malmöhus län, död  6 augusti 1897 på villa Karlsvik vid Ringsjön, var en svensk läkare.

## Biografi
Ask blev 1847 filosofie magister på Lunds universitet och 1855 medicine doktor samt stadsläkare i nämnda stad. Han förordnades 1854 till docent i kirurgi vid universitetet, utnämndes 1858 till professor i kirurgi och obstetrik samt blev 1868 dessutom överläkare och klinikföreståndare vid avdelningen för utvärtes sjuka på Malmöhus läns sjukvårdsinrättningar i Lund. Åren 1866–1867 var han universitetets rektor. Ask företog flera vetenskapliga studieresor till utlandet och för den kliniska undervisningen i kirurgi vid Lunds universitet var hans verksamhet av banbrytande betydelse. Han utgav bland annat Halsens chirurgiska anatomi (1858) och blev ledamot av Fysiografiska sällskapet i Lund 1859. 
Sonen John Adolf Ask, professor vid juridiska fakulteten vid Lunds universitet, utgav 1898 Några minnesblad över fadern. Han var även far till Frans Olof och Fritz Ask samt farbror till Sam Ask och svärfar till August Upmark. Carl Jacob Ask är begravd på Norra kyrkogården i Lund.
År 1896 lånade han sitt namn till reklam för Hultmans Cacao & Chocolad.